# マリオ・イエルポ
マリオ・イエルポ（Mario Ielpo, 1963年6月8日-）はイタリア・ローマ出身の元サッカー選手。ポジションはGK。現役当時、弁護士の資格を持つインテリプレーヤーとして知られた。

## 経歴
SSラツィオのユース出身。
1992-93シーズン、カリアリでシーズンを通じて好守を見せてチームをUEFAカップ出場に導くと(リーグでの失点はACミランに次いで2番目に少なかッた。)、この活躍から翌シーズンにACミランに引き抜かれた。しかしセバスティアーノ・ロッシが当時のセリエA無失点記録を樹立するなどの好調から、その牙城を崩せず、実力を評価されていながらも第二GKとして控に甘んじた。

## タイトル
ミラン
- セリエA : 1993-94, 1995-96
- UEFAチャンピオンズリーグ : 1993-94
- UEFAスーパーカップ : 1994
- スーペルコッパ・イタリアーナ : 1993, 1994